# Лех Єнчмик
Лех Єнчмик (пол. Lech Jęczmyk, 10 січня 1936, Бидгощ — 17 липня 2023) — польський перекладач, публіцист, журналіст, літературний редактор і есеїст, а також громадсько-політичний діяч. Публікував свої твори в низці польських журналів, зокрема «Fantastyka» і «Fronda». Як перекладач відомий перекладами польською мовою творів Томаса Бергера, Філіпа Діка, Джозефа Геллера, Курта Воннеґута.

## Біографія
Лех Єнчмик народився в Бидгощі. Закінчив факультет русистики Варшавського університету в 1959 році. У 1959—1963 роках працював у бібліотеці Польського інституту закордонних справ, у 1963—1978 роках — керівником редакції у видавництві «Iskry», в якому під його керівництвом видані шість томів антології польської фантастики «Кроки в незнане» (пол. Kroki w nieznane). У 1978—1984 роках — завідувач відділу англомовної літератури видавництва «Czytelnik», де він керував випуском серії фантастичних творів «З космонавтом» (пол. Z kosmonautą). У 1990—1992 роках — головний редактор журналу «Fantastyka», у 1992 році він став керівником відділу публіцистики телеканалу TVP1, а в 1992—1993 роках був заступником головного редактора тижневика «Spotkania». У 2000—2003 роках Лех Єнчмик працював учителем у XCIV загальноосвітньому ліцеї імені генерала Станіслава Мачека у Варшаві. У 2003 році став пенсіонером.

### Суспільно-політична діяльність
У 1950—1955 роках Лех Єнчмик керував шкільною організацією соціалістичної Спілки польської молоді. до 1983 року він був членом Спілки польських письменників. У 1981—1984 роках Єнчмик став активним діячем міжвидавничої організації профспілки «Солідарність», а в 1982—1984 роках був одночасно авторем, видавцем і розповсюджувачем підпільних видань польської опозиції «BMW», «Wyzwolenie», «Vacat» і «Sprawa». У 1981—1989 роках Лех Єнчмик працював у Душпастирстві творчих спілок, а в 1982—1984 роках також і в Політичному русі «Визволення». У 1985—1992 роках він входив до керівного складу Польської партії незалежності.
У 1991 році Лех Єнчмик балотувався до Сейму від Польської партії незалежності, проте не зумів здобути місце в Сеймі. У 1993 році він очолював список руху «Коаліція для Речі Посполитої» (як частини Руху для Речі Посполитої) в Каліші, а під час виборів 2001 року Єнчмик балотувався до парламенту від коаліції «Альтернатива Суспільний рух». У 2002 році він балотувався на пост президента Варшави від комітету «Наше самоуправління» (пол. Nasz Samorząd), проте зайняв на виборах останнє, 14-те місце. У 2016 році Єнчмик входив до центральних керівних органів партії «Єдність народу», яка втратила державну реєстрацію у 2017 році. Він також входить до складу Комітету захисту доброго імені Польщі і поляків.

### Факти
Лех Єнчмик має перший дан із дзюдо, до 1969 року був членом збірної Польщі. Він тренувався у спортивному клубі АЗС у Варшаві, а найвищим його спортивним досягненням є 3-тє місце на чемпіонаті Польщі з дзюдо в 1967 році у відкритій першості.
У першій половині 80-х років ХХ століття Лех Єнчмик був особистим охоронцем ксьондза Єжи Попелушко.
Лех Єнчмик є прообразом Пола Барлея — героя польського коміксу «Фанкі Коваль» авторства Мацея Паровського, Яцека Родека і Богуслава Польха.

## Премії та нагороди
У 1999 році Лех Єнчмик нагороджений відзнакою Заслужений діяч культури Польщі. 30 жовтня 2007 року у зв'язку з 25-річчям журналу «Fantastyka» Лех Єнчмик нагороджений Срібною медаллю «За заслуги в культурі Gloria Artis». У 1989 році Єнчмик отримав премію «Шльонкфа» як найкращий видавець фантастики. У 1997 році Лех Єнчмик отримав відзнаку Єврокону як кращий перекладач. У 2006 році Єнчмик отримав премію «Сфінкс» за видання альманаху фантастики «Кроки в незнане».

### Есе
- Три закінчення історії, або Нове Середньовіччя (пол. Trzy końce historii czyli Nowe Średniowiecze, 2006)
- Чому тонемо, або ще новіше середньовіччя (пол. Dlaczego toniemy, czyli jeszcze nowsze Średniowiecze, 2011)
- Нове середньовіччя. Вибрані фейлетони. (пол. Nowe Średniowiecze. Felietony zebrane, 2013)
- Світло і звук. Моє життя на різних планетах. (пол. Światło i dźwięk. Moje życie na różnych planetach)

### Антології
- Кроки в незнане 1 (пол. Kroki w nieznane 1, 1970)
- Кроки в незнане 2 (пол. Kroki w nieznane 2, 1971)
- Кроки в незнане 3 (пол. Kroki w nieznane 3, 1972)
- Кроки в незнане 4 (пол. Kroki w nieznane 4, 1973)
- Кроки в незнане 5 (пол. Kroki w nieznane 5, 1974)
- Кроки в незнане 6 (пол. Kroki w nieznane 6, 1976)
- Кроки в незнане. Альманах фантастики 2005 (пол. Kroki w nieznane. Almanach fantastyki 2005, 2005)
- Ракетні шляхи. Антологія класичної НФ (пол. Rakietowe szlaki. Antologia klasycznej SF, 7 томів, у 2011—2012 роках)

### Переклади
- Браян Олдіс «Хто замінить людину»
- Макс Баррі «Корпорація»
- Джеймс Баллард «Імперія Сонця», «Острів»
- Томас Бергер «Мала велика людина», «Повернення малої великої людини»
- Кеннет Бровер «Космоліт і човен»
- Гаррієт Джексон Браун мол. «Коротка інструкція із життя»
- Артур Кларк «Велика глибина»
- Філіп Дік «Людина у високому замку», «ВОЛІС», «Божественна навала», «Трансміграція Тімоті Арчера»
- Урсула Ле Ґуїн «Планета Роканнона», «Ліва рука темряви»
- Джозеф Геллер «Пастка-22»
- Кадзуо Ішіґуро «Ноктюрни»
- Джон Моріссі «Кетігерн показує, що зможе»
- Фарлі Мовет «Народ у відчаї»
- Чак Поланік «Бійцівський клуб», «Вцілілий», «Щоденник», «Невидимі монстри»
- Курт Воннеґут «Колиска для кішки», «Бойня номер п'ять», «Дай вам Боже здоров'я, містер Розуотер», «Сніданок для чемпіонів», «Мати Темрява»